# Reino de Polonnaruwa

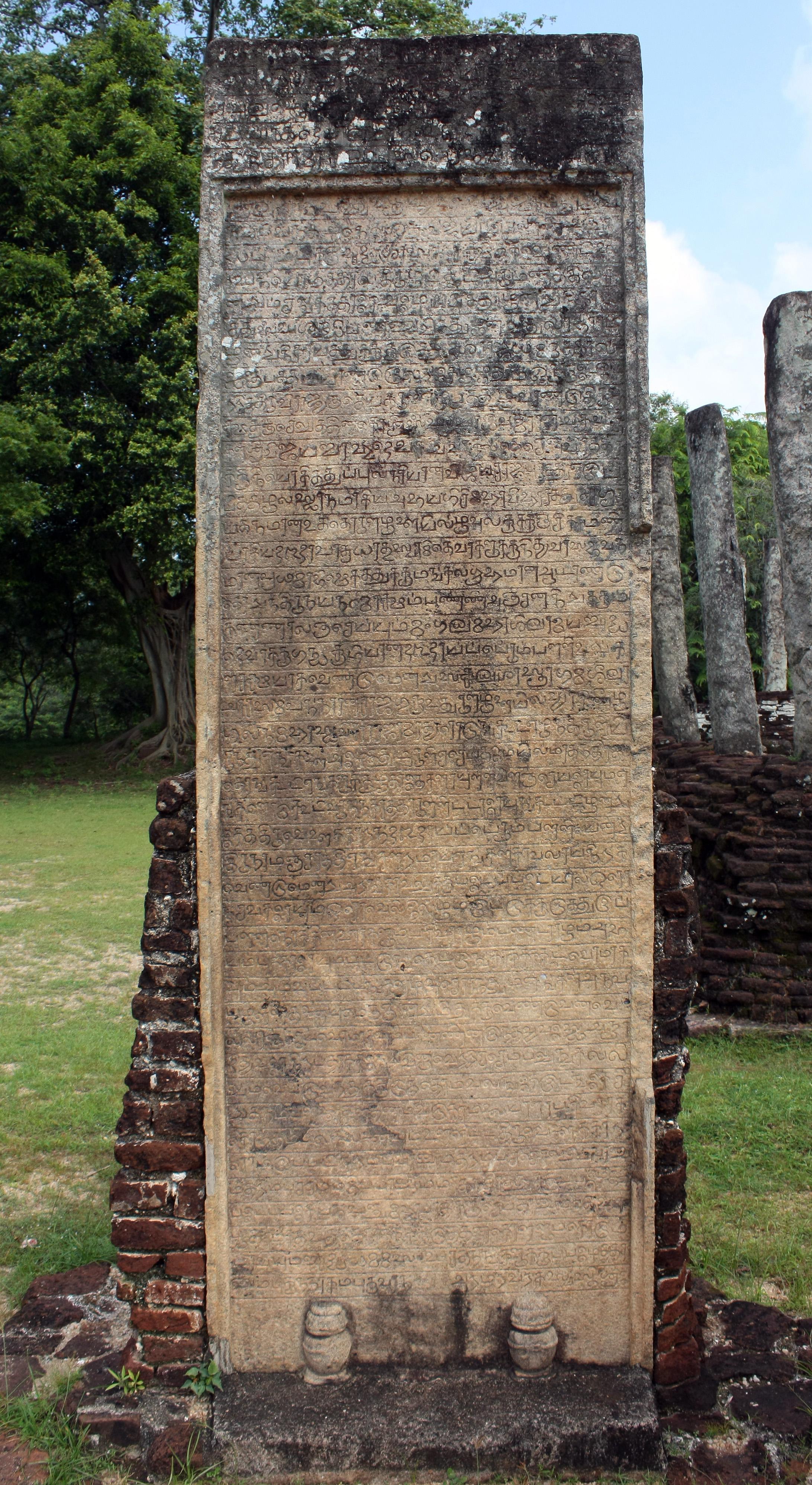
Inscripción (tamil) de Vijayabahu I, c. 1100.

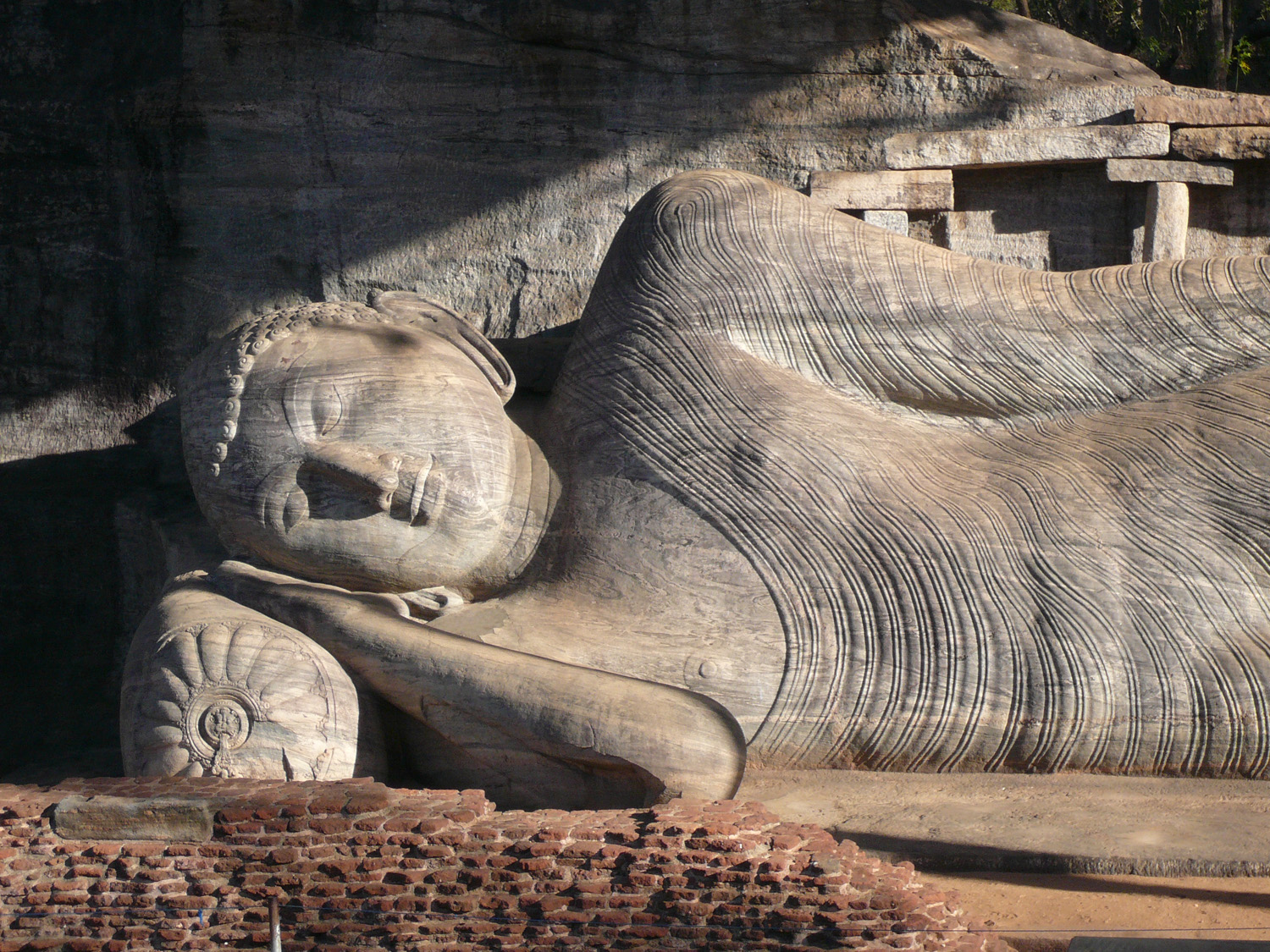
Buda reclinado en Gal Vihara, Polonnaruwa.

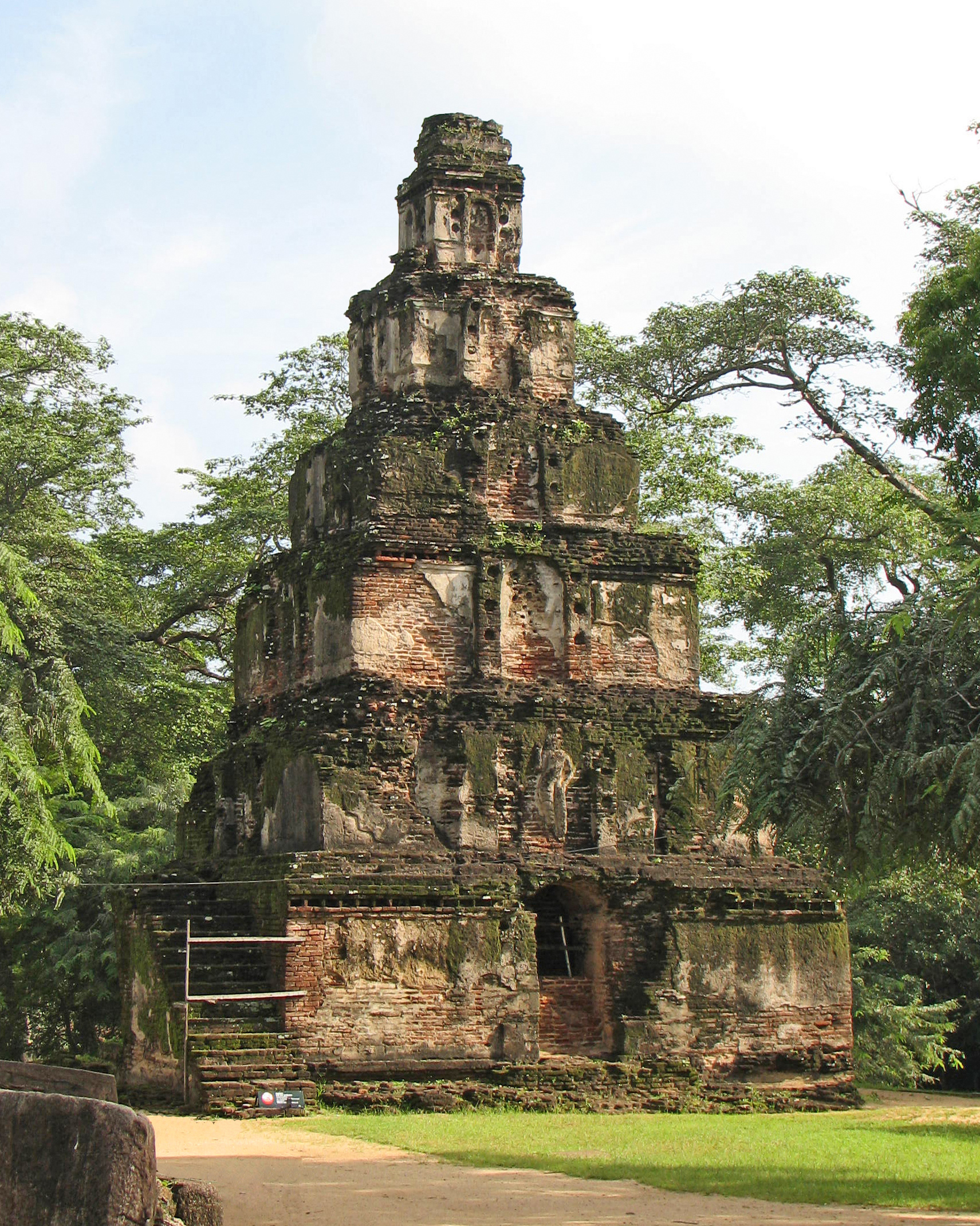
La Satmahal Prasada, una torre de siete pisos en Polonnaruwa.

El Reino de Polonnaruwa fue un reino cingalés desde el cual los reyes de Sri Lanka gobernaron la isla desde el siglo XI hasta 1236. Pollonnaruwa fue la segunda de las cinco regiones administrativas de la región Rajarata.

## Historia
El Reino de Anuradhapura cayó en 1017 bajo la dinastía Chola con el rey Raja Raja y su hijo Rajendra, que procedieron a llevar cautivo a la India al rey Mahinda V, donde murió en 1029. Los Cholas cambiaron la capital a Polonnaruwa, situada en la orilla izquierda del río Mahaweli, el más largo e importante de la isla. Gobernaron Sri Lanka durante 53 años y la pusieron de nombre Jananathapuram.
El rey Vijayabahu I que gobernaba Ruhala desde 1055, derrotó a los Cholas en 1070, reunificó el país y restableció el linaje singalés. Polonnaruwa sería la capital del nuevo reino durante unos 150 años, pues era más fácil de defender que Anuradhapura de los ataques de los invasores del sur de la India y se encuentra en un punto estratégico de control de la ruta a Ruhuna. 
Entre los gobernantes de Polonnaruwa se incluye al gran rey Parakramabahu I (Parakramabahu el Grande), que gobernó de 1153–1186. La mayor parte de los restos de la Polonnaruwa actual son a partir de la década de 1150, cuando las intensas guerras civiles que precedieron al acceso de Parakramabahu al trono habían devastado la ciudad. Bajo su gobierno, el reinado alcanzó su mayor prosperidad. Parakrama Pandyan II de la Dinastía Pandya invadió el Reino de Polonnaruwa en el siglo XIII, gobernando de 1212 a 1215. Fue sucedido por Kalinga Magha, el fundador del reino de Jaffna. Kalinga Magha gobernó 21 años hasta que fue expulsado de Polonnaruwa en 1236, dando por terminado el período de Polonnaruwa.

## Caída
Polonnaruwa fue abandonado en el siglo XIV, y la sede del gobierno de los reyes cingaleses se trasladó a Dambadeniya. Aunque muchos factores contribuyeron a esto, la principal causa del abandono de Polonnaruwa fue, como otras veces, su propensión a nuevas invasiones desde el sur de la India.

## Comercio
Los reyes que gobernaron en Polonnaruwa promovieron el comercio exterior. Durante el período del rey Parakramabahu I, Sri Lanka era autosuficiente en arroz y habría exportado a muchos países del sudeste asiático, así como a la India. Polonnaruwa fue bastante autosuficiente excepto con la sal, que tuvieron que traer de la zona costera.

## Religión
El budismo continuó siendo la religión principal durante este período. Antes de los reyes cingaleses, hubo una fuerte influencia del hinduismo potenciado por los Cholas. Se evidencia en detalles como la eliminación de los toros en las  piedras lunares de Polonnaruwa y también por la presencia de templos de Shiva. Después del gobierno de los Chola, Vijayabahu I y Parakramabahu I renovaron muchas viharas. Bajo Parakramabahu I se unieron varias divisiones o Nikayas en el budismo.

## Educación
Los reyes que gobernaron durante este período construyeron escuelas budistas para monjes que eran conocidas como Pirivena. Y también los Brahmanes eran el único grupo que tenía derecho a tener educación. El pali y el sánscrito eran los idiomas oficiales.